# Manchester (Oklahoma)
Manchester – miasto w Stanach Zjednoczonych, w stanie Oklahoma, w hrabstwie Grant.